# Gardijol
Le Gardijol est une rivière du Sud-ouest de la France et un sous-affluent de la Garonne par l’Hers-Mort qui traverse dix communes dont, principalement celle de Gardouch, dans la Haute-Garonne.

## Géographie
De 22,2 km de longueur, il prend sa source dans le Lauragais aux confins de l'Aude sur la commune de Mézerville et se jette dans l'Hers-Mort à Gardouch, dans la Haute-Garonne.
Avant de finir sa course dans l'Hers-Mort, il traverse le canal du Midi via le pont-canal de Gardouch, toujours au niveau de la commune ainsi que l'A61 à la hauteur de l'échangeur de Villefranche de Lauragais.

### Départements et communes traversés
- Aude : Mézerville, Marquein, Fajac-la-Relenque, La Louvière-Lauragais, Sainte-Camelle.
- Haute-Garonne : Caignac, Seyre, Gardouch, Saint-Rome, Lagarde

## Principaux affluents
- le Bély 6,9 km
- l'Oaransou : 6,6 km